# 高橋一臣
高橋 一臣（たかはし かずおみ、1907年（明治40年）3月21日 - 　没年不明）は、日本の実業家。東邦自動車、弥栄化学工業創業者。大和郷会元理事。
本名は高橋 繁正（たかはし しげまさ）。正六位・勲五等受章。紺綬褒章受章。長男は弥栄化学工業元社長の高橋一永。

## 経歴
高橋叶五郎・コンの四男として新潟県南魚沼郡塩沢町に生まれる。戦前は自動車業を営み、1939年（昭和14年）10月に東邦自動車を設立した。
その後企業合同により化学業界に進み、1941年（昭和16年）11月に弥栄化学工業を設立。
タクシー業界に明るく、事故防止対策又会社給与明細等のパンフレットを関係諸官庁等に配布し、現在の交通運輸行政の陰の力となった。その業績は「週刊朝日」「実業之世界」等で大きく評価された。

## 人物
新潟県南魚沼郡塩沢町塩沢小学校備品として、公益のために多額の私財を寄付した功績を称え、1952年（昭和27年）5月31日に紺綬褒章を受章。
趣味は旅行、囲碁。

## 家族
- 妻・園子（1910年（明治43年）1月15日生、飯村昇三の次女、浅草実務学校卒）[5]
- 長男・一永（1938年（昭和13年）11月26日生、慶應義塾大学卒、弥栄化学工業元社長）[5]